# Sylwester Chruszcz
Sylwester Arkadiusz Chruszcz (ur. 22 sierpnia 1972 w Głogowie) – polski polityk, architekt, od 2004 do 2009 poseł do Parlamentu Europejskiego, w latach 2007–2008 p.o. prezesa LPR, poseł na Sejm VIII kadencji.

## Życiorys
Ukończył studia na Wydziale Budownictwa i Architektury Politechniki Szczecińskiej. Należał do Solidarności Walczącej i Partii Wolności. W 1995 wstąpił do Młodzieży Wszechpolskiej, a w latach 1996–2001 należał do Stronnictwa Narodowego. Jako jego członek bez powodzenia kandydował do Sejmu w wyborach parlamentarnych w 1997 z listy Narodowo-Chrześcijańsko-Demokratycznego Bloku dla Polski, a w wyborach w 2001 z ramienia Ligi Polskich Rodzin. W 2001 wstąpił do LPR i został wybrany do rady politycznej tej partii. W latach 2002–2004 był radnym sejmiku zachodniopomorskiego.
W wyniku wyborów w 2004, otrzymując 40 371 głosów w województwie dolnośląskim, został posłem do Parlamentu Europejskiego. W PE pełnił funkcję wiceprzewodniczącego komisji transportu i turystyki. Bezskutecznie ubiegał się o stanowisko prezydenta Szczecina w wyborach samorządowych w 2006. Otrzymał 1133 głosów (tj. 0,83%), co dało mu 7. miejsce. 1 grudnia 2006 stanął na czele powołanego przez LPR „Komitetu na Rzecz Referendum w Sprawie Przyjęcia Przez Polskę Euro – Złoty Tak”. 24 października 2007 po rezygnacji Romana Giertycha został pełniącym obowiązki prezesa Ligi Rodzin Polskich, 12 stycznia 2008 rada polityczna tej partii potwierdziła jego wybór na tę funkcję. 10 czerwca 2008 zrezygnował z tego stanowiska.
Jest fundatorem i prezesem zarządu Fundacji im. Bolesława Chrobrego. Został sekretarzem redakcji kwartalnika „Myśl.pl”.
W 2008 był wśród założycieli partii Naprzód Polsko, został jej sekretarzem generalnym. W 2009 organizował Libertas Polska, jednak wkrótce wystąpił także i z tego ugrupowania. Również w 2009 obok m.in. Mateusza Piskorskiego i Zygmunta Wrzodaka był jednym ze współzałożycieli Stowarzyszenia Zmiana. Nie ubiegał się o reelekcję w wyborach do Parlamentu Europejskiego w 2009. Następnie powrócił do wykonywania zawodu architekta.
W wyborach parlamentarnych w 2011 znalazł się na ostatnim miejscu szczecińskiej listy ugrupowania Polska Jest Najważniejsza i otrzymał 257 głosów. Związał się z utworzonym w 2012 Ruchem Narodowym. Zasiadł w powołanej w 2013 jego radzie decyzyjnej. W wyborach do Parlamentu Europejskiego w 2014 otwierał listę RN w okręgu zachodniopomorsko-lubuskim, otrzymując 2472 głosy (komitet nie osiągnął progu wyborczego). W wyborach samorządowych w tym samym roku również bez powodzenia kandydował do sejmiku zachodniopomorskiego. Zasiadł w zarządzie powołanej w grudniu 2014 partii Ruch Narodowy.
W wyborach parlamentarnych w 2015 kandydował do Sejmu w okręgu szczecińskim z pierwszego miejsca na liście powołanego przez Pawła Kukiza komitetu wyborczego wyborców Kukiz’15. Uzyskał mandat posła VIII kadencji, otrzymując 11 052 głosy. Został wiceprzewodniczącym Komisji Infrastruktury, a także członkiem Komisji Gospodarki Morskiej i Żeglugi Śródlądowej. W maju 2016 wystąpił z Ruchu Narodowego i współtworzył stowarzyszenie Endecja, w którym został przewodniczącym rady parlamentarnej i pełnomocnikiem na województwo zachodniopomorskie. 30 października 2017 ogłosił swoje odejście z KP Kukiz’15 i przejście do koła poselskiego Wolnych i Solidarnych. 25 kwietnia 2018 został prezesem Endecji po odejściu Adama Andruszkiewicza ze stowarzyszenia. W kwietniu 2019 przeszedł z koła WiS do klubu Prawa i Sprawiedliwości. W wyborach w 2019 z listy PiS nie uzyskał poselskiej reelekcji.
W czerwcu 2020 został dyrektorem Zespołu Elektrowni Dolna Odra. Pełnił tę funkcję do 2024. Wstąpił do Prawa i Sprawiedliwości. Z ramienia tej partii bez powodzenia kandydował do Sejmu w wyborach w 2023.

## Odznaczenia
W 2021 otrzymał Krzyż Wolności i Solidarności oraz Krzyż Kawalerski Orderu Odrodzenia Polski.

## Życie prywatne
Jest żonaty, ma troje dzieci. Jego bratem był głogowski samorządowiec Paweł Chruszcz.